# Mars Express (film)
Mars Express je francouzský sci-fi animovaný film z roku 2023, který režíroval Jérémie Périn. Film se odehrává v roce 2200 a zabývá se tématem lidského života na Marsu, protože ten na Zemi se zhoršuje. Snímek měl světovou premiéru na filmovém festivalu v Cannes dne 21. května 2023.

## Děj
Na Zemi, během demonstrace proti robotům, soukromá detektivka Aline Ruby a její partner Carlos Rivera zatknou Robertu Williamsovou, která se nabourala do společnosti Royjacker specializující se na robotiku. V Noctis, hlavním městě Marsu, je Roberta propuštěna, protože její zatykač zmizel. Chris Royjacker, generální ředitel stejnojmenné společnosti a Alinein přítel, který ji pověřil vyšetřováním, Robertu neobviní a případ uzavře.
O něco později jsou Aline a Carlos kontaktováni panem Chowem, jehož dcera Jun a její spolubydlící Viger beze stopy zmizeli.

## Dabing postav
| Léa Drucker         | Aline Ruby              |
| Daniel Njo Lobé     | Carlos Rivera           |
| Marie Bouvet        | Roberta Williams        |
| Sébastien Chassagne | inspektor Simon Gordaux |
| Mathieu Amalric     | Chris Royjacker         |
| Marthe Keller       | Beryl                   |
| Usul                | profesor                |
| Geneviève Doang     | Jun Chow                |
| Thomas Roditi       | LEM                     |